# MyCredit
MyCredit (МайКредіт) — сервис онлайн-кредитования, работающий на рынке Украины с 2016 года. Был основан в 2016 году и начал работать на рынке кредитов к зарплате, который бурно развивался на Украине на протяжении 2015—2018 годов. При оценке рисков и составлении кредитного рейтинга лица применяются сложные системы скоринга с элементами искусственного интеллекта.
Обладатель бронзовой премии «PaySpace Magazine Awards» 2018 и серебряной премии «PaySpace Magazine Awards» 2017.

## История
Сервисы микрокредитов появились на Украине за несколько лет до кризиса 2014 года на фоне сокращения кредитных линий в банках и проблем граждан с заработком, однако их подлинный расцвет пришёлся на 2015—2018 гг. По состоянию на конец 2017 года на Украине было зарегистрировано 679 микрофинансовых организаций (МФО), 89 из которых были созданы в 2017 году. В октябре того же года журнал «Корреспондент» назвал компанию MyCredit в числе топ-8 МФО, действующих на Украине. В 2018 году, когда сервисов микрокредитирования на Украине уже стало 900, аналитики газеты «Сегодня» включили в свой топ-5 лучших МФО-сервисов. В том же году 1-ю строчку в своём рейтинге МФО-компаний MyCredit получил от финансового портала Maanimo. В 2019 году портал отдал компании вторую строчку рейтинга.

В июле 2019 финансовая Группа «ТАС» бизнесмена Сергея Тигипко официально объявила, что инвестировала 3 млн долларов в финтех-компанию MyCredit. В результате оценка сервиса онлайн-кредитов превысила 20 млн долларов.
В начале 2025 года компания запустила направление по работе с кредитами для предприятелей. Их компания Amplio уже существенно набрала оборотом и предлагает деньги всем, у кого есть действующий ФОП. Летом 2025 года компания приобрела сервис быстрого кредитования DengidoZP. 

## Особенности работы
Для получения займа в системе MyCredit требуются лишь паспорт, ИНН и банковская карта. Справок о доходах и поручителей не требуется. Для проверки личности клиента компания сверяет данные с банковской картой, а также использует специальную скоринговую систему. При этом получить кредит могут безработные или женщины в декрете.
Если банк в среднем оценивает заёмщика по 15-20 параметрам, присваивает значимость каждому и на основании этого принимает решение о выдаче кредита, то скоринг-система в микрокредитовании может учитывать под сотню параметров, и специалисты по анализу данных постоянно работают над тем, чтобы находить новые закономерности. В MyCredit используют R-скоринг, построенный на основе исторических данных о кредитной истории, а сами алгоритмы — внутренняя разработка компании. Используются и стандартные модели зависимостей. Глава компании Иван Крович так описывал выбор параметров для скоринга: «Нужно понимать, что мы хотим сказать. Мы берем выборку из 1000 [пользователей], например, и смотрим, наличие каких параметров свидетельствует о вероятности наступления какого-то события. Это может быть что угодно — от возврата кредита до поездки за рубеж, покупки определенного товара». По словам Кровича, тестирование гипотез в скоринге происходит на постоянной основе. Среди заёмщиков есть какая-то доля людей, которым компания должна бы отказать, но не отказывает, а также есть процент тех, кому компания не должна была отказать, но отказала. По выражению Кривича, «нахождение золотой середины — бесконечный творческий процесс».

## Клиентская база
Согласно данным, обнародованным сервисом в октябре 2018 года, клиентская база MyCredit практически поровну поделена между мужчинами и женщинами. Мужчины, в основном от 21 до 30 лет, не женатые, работающие, с постоянным доходом, целью обращения в сервис называют недостаток денег до зарплаты и на повседневные расходы. Женщины (в основном от 21 до 30 лет, замужние, работающие) обращаются за финансовой помощью на семейные и детские затраты.

## Доходность бизнеса
В интервью порталу Деньги.ua Иван Кривич отмечал, что при минимальной ставке кредита в 0,01 % окупаемость предоставленной услуги происходит при третьем-четвёртом обращении клиента к сервису.